# 147
| [ Edytuj tabelę ] |                                                |
| Cesarz Chin       | - 146 Han Huandi 168                           |
| Władca Korei      | - 146 Ch’adae 165                              |
| Papież            | - 140 Pius I 155                               |
| Król Partów       | - 105 Wologazes III 147 - 147 Wologazes IV 191 |
| Cesarz Rzymu      | - 138 Antoninus Pius 161                       |

Rok 147 / CXLVII
stulecia: I wiek ~
II wiek ~
III wiek

lata: 137 «
142 «
143 «
144 «
145 «
146 «
147
» 148
» 149
» 150
» 151
» 152
» 157

## Wydarzenia
- Wologazes IV objął tron królestwa Partów.

## Zmarli
- Wologazes III, król Partów.
- Xu Shen, chiński uczony (ur. 58).